# Ministerium für Kultur (Frankreich)

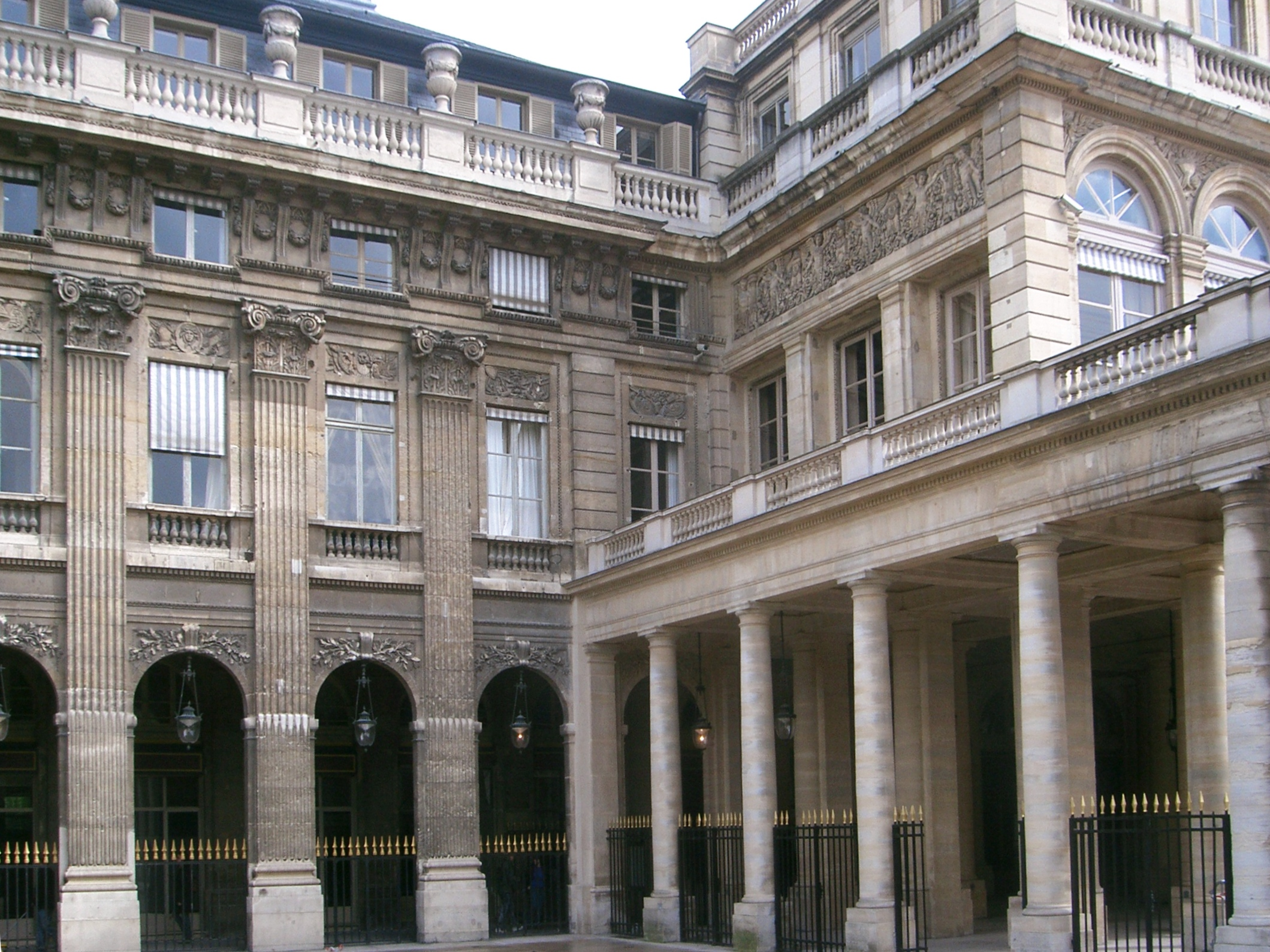
Das Palais Royal in Paris, Sitz des Ministeriums

Das Ministerium für Kultur (französisch Ministère de la Culture) ist seit 1959 eine Behörde der französischen Zentralregierung. Von 1997 bis 2017 hieß es Ministerium für Kultur und Kommunikation (Ministère de la Culture et de la Communication). Sitz ist das Palais Royal in der Rue de Valois im 1. Arrondissement von Paris. Im politischen Sprachgebrauch und der Presse wird das Ministerium daher metonymisch auch „Rue de Valois“ genannt. Ministerin ist seit 2024 Rachida Dati.

## Zuständigkeiten
Im französischen Einheitsstaat ist die Zentralregierung für die Kultur zuständig. Das Ministerium befasst sich mit den kulturellen Schätzen der Nation. Es beschäftigt 10.928 Mitarbeiter. Im Unterschied zu entsprechenden Ministerien im deutschsprachigen Raum ist das Ministerium grundsätzlich nur für Kultur und Medien zuständig, aber nicht für Schul- oder Hochschulbildung, ausgenommen eine kurze Phase in der Regierung Bérégovoy, in der Jack Lang Staatsminister für Bildung und Kultur war.
Seit der Fünften Republik unter Charles de Gaulle und durch seinen ersten Minister André Malraux fördert und bewahrt es das kulturelle Erbe des Landes. Mit einem Etat von rund 7,4 Milliarden Euro ist es für Sprache, Literatur, Malerei, Museen, Musik, Theater, Tanz, Denkmäler, Film, Bibliotheken und Archive zuständig. Im von Malraux konzipierten Erlass heißt es: "Einer möglichst großen Zahl von Franzosen die wichtigsten Kunstwerke der Menschheit, zuvörderst jene Frankreichs, zugänglich zu machen, dem kulturellen Erbe Frankreichs ein möglichst großes Publikum zu verschaffen und das Schaffen von Werken, die die Kunst und den Geist bereichern, fördern."
Im Bereich Archive unterhält es das Nationalarchiv. Im Bereich Bibliotheken ist es zuständig für die Nationalbibliothek  mit ihren 17 Millionen Büchern und 4200 andere Bibliotheken.
Das Kulturministerium fördert den französischen Film durch das nationale Filmzentrum und  unterhält ein Archiv von 20.000 Filmen (ab dem Jahr 1883). Es fördert die Musik durch die Fête de la Musique (seit 1982) und unterhält das Centre de documentation de la musique contemporaine (CDMC), eine Dokumentation über zeitgenössische Musik.
Es schützt rund 200.000 Denkmäler und macht sie durch die Base Mérimée im Internet zugänglich.
Es fördert Tanz und Theater und erschließt durch eine andere Datenbank 1000 Theaterstücke. Das Kulturministerium unterhält die Nationalmuseen und macht ihre Bestände durch die Base Joconde mit ihren rund 400.000 Einträgen zugänglich. Gemeinsam mit den Regionen fördert es die bildende Kunst durch die Regionalfonds für zeitgenössische Kunst. Es verleiht Auszeichnungen wie den Ordre des Arts et des Lettres.
Es ist auch verantwortlich für die Literatur durch das Centre national des livres und pflegt die französische Sprache sowie die Sprachen Frankreichs. Es unterhält eine Datenbank der 390.000 Träger des Ordens der Ehrenlegion (Base Léonore).
Das französische Kulturministerium hat keine Entsprechung in der Schweiz und in Deutschland nur eine teilweise Entsprechung mit der Staatsministerin für Kultur und Medien im Kanzleramt. Für Österreich gibt es eine teilweise Übereinstimmung mit dem Bundesministerium für Unterricht, Kunst und Kultur.

## Minister
| Name                       | Amtsantritt      | Amtsende         | Partei          | Regierung                                                               | Anmerkungen |
| -------------------------- | ---------------- | ---------------- | --------------- | ----------------------------------------------------------------------- | --- |
| André Malraux              | 8. Januar 1959   | 20. Juni 1969    | UD-Ve bzw. UDR  | Debré Pompidou I Pompidou II Pompidou III Pompidou IV Couve de Murville | |
| Edmond Michelet            | 22. Juni 1969    | 9. Oktober 1970  | UDR             | Chaban-Delmas                                                           | |
| André Bettencourt          | 19. Oktober 1970 | 7. Januar 1971   | FNRI            | Chaban-Delmas                                                           | Interim nach dem Tod von Michelet |
| Jacques Duhamel            | 7. Januar 1971   | 28. März 1973    | CDP             | Chaban-Delmas Messmer I                                                 | |
| Maurice Druon              | 5. April 1973    | 27. Februar 1974 | parteilos       | Messmer II                                                              | |
| Alain Peyrefitte           | 1. März 1974     | 27. Mai 1974     | UDR             | Messmer III                                                             | Minister für Kultur und Umwelt |
| Michel Guy                 | 9. Juni 1974     | 25. August 1976  | parteilos       | Chirac I                                                                | Staatssekretär |
| Françoise Giroud           | 28. August 1976  | 29. März 1977    | PRad            | Barre I                                                                 | Staatssekretärin |
| Michel d’Ornano            | 29. März 1977    | 31. März 1978    | PR              | Barre II                                                                | Minister für Kultur und Umwelt |
| Jean-Philippe Lecat        | 5. April 1978    | 4. März 1981     | RPR             | Barre III                                                               | Erster Minister mit der Titulatur Kultur und Kommunikation                                                                                        |
| Michel d’Ornano            | 4. März 1981     | 13. Mai 1981     | UDF-PR          | Barre III                                                               | Interim nach dem Rücktritt von Lecat |
| Jack Lang                  | 22. Mai 1981     | 20. März 1986    | PS              | Mauroy I Mauroy II Mauroy III Fabius                                    | Titulatur wieder nur Kultur; in den Kabinetten Mauroy III und Fabius (bis 7. Dezember 1984) nur beauftragter Minister                             |
| François Léotard           | 20. März 1986    | 10. Mai 1988     | UDF-PR          | Chirac II                                                               | Titulatur Kultur und Kommunikation |
| Jack Lang                  | 12. Mai 1988     | 29. März 1993    | PS              | Rocard I Rocard II Cresson Bérégovoy                                    | Titulatur in Rocard II Kultur, Kommunikation, große Arbeiten und zweihundertjähriges Jubiläum, in Bérégovoy Staatsminister für Bildung und Kultur |
| Jacques Toubon             | 30. März 1993    | 11. Mai 1995     | RPR             | Balladur                                                                | Minister für Kultur und Frankophonie |
| Philippe Douste-Blazy      | 18. Mai 1995     | 2. Juni 1997     | UDF‑CDS bzw. FD | Juppe I Juppe II                                                        | Titulatur Kultur |
| Catherine Trautmann        | 4. Juni 1997     | 27. März 2000    | PS              | Jospin                                                                  | Titulatur Kultur und Kommunikation |
| Catherine Tasca            | 27. März 2000    | 6. Mai 2002      | PS              | Jospin                                                                  | Titulatur Kultur und Kommunikation |
| Jean-Jacques Aillagon      | 7. Mai 2002      | 30. März 2004    | UMP             | Raffarin I Raffarin II                                                  | Titulatur Kultur und Kommunikation |
| Renaud Donnedieu de Vabres | 31. März 2004    | 15. Mai 2007     | UMP             | Raffarin III de Villepin                                                | Titulatur Kultur und Kommunikation |
| Christine Albanel          | 18. Mai 2007     | 23. Juni 2009    | UMP             | Fillon I Fillon II                                                      | Titulatur Kultur und Kommunikation |
| Frédéric Mitterrand        | 23. Juni 2009    | 10. Mai 2012     | parteilos       | Fillon II Fillon III                                                    | Titulatur Kultur und Kommunikation |
| Aurélie Filippetti         | 16. Mai 2012     | 25. August 2014  | PS              | Ayrault I Ayrault II Valls I                                            | Titulatur Kultur und Kommunikation |
| Fleur Pellerin             | 26. August 2014  | 11. Februar 2016 | PS              | Valls II                                                                | Titulatur Kultur und Kommunikation |
| Audrey Azoulay             | 11. Februar 2016 | 17. Mai 2017     | parteilos       | Valls II Cazeneuve                                                      | Titulatur Kultur und Kommunikation |
| Françoise Nyssen           | 15. Mai 2017     | Oktober 2018     | parteilos       | Philippe I Philippe II                                                  | Titulatur Kultur |
| Franck Riester             | Oktober 2018     | 3. Juli 2020     | Agir            | Philippe II                                                             | Titulatur Kultur |
| Roselyne Bachelot          | 6. Juli 2020     | 19. Mai 2022     | DVD             | Castex                                                                  | Titulatur Kultur |
| Rima Abdul Malak           | 20. Mai 2022     | 11. Januar 2024  | DVG             | Borne                                                                   | Titulatur Kultur |
| Rachida Dati               | 11. Januar 2024  | amtierend        | DVD             | Attal                                                                   | Titulatur Kultur |